# Allan McNish
Allan McNish,  britanski dirkač Formule 1, * 29. december 1969, Dumfries, Škotska, Združeno kraljestvo.
Allan McNish je upokojeni britanski dirkač Formule 1. Leta 1998 je zmagal na dirki 24 ur Le Mansa skupaj z Laurentom Aïellom in Stéphanom Ortellijem. Leta 2001 je pri Toyoti testiral prototip dirkalnika pred prvim nastopom moštva v Formuli 1 v sezoni 2002, ko je dobil sedež stalnega dirkača in debitiral v Formuli 1. Ob kar osmih odstopih je na drugi dirki sezone za Veliko nagrado Malezije s sedmim mestom le za mesto zgrešil uvrstitev med dobitnike točk, sicer pa se mu je še trikrat uspelo uvrstiti v prvo deseterico. V sezoni 2003 je bil testni in tretji dirkač Renaulta na vseh dirkah, razen na eni, kasneje pa ni več dirkal v Formuli 1. Leta 2008 je dosegel svojo drugo zmago na dirki za 24 ur Le Mansa, leta 2013 pa še tretjo zmago.

## Popolni rezultati Formule 1
(legenda) (odebeljene dirke pomenijo najboljši štartni položaj, poševne pa najhitrejši krog, †-uvrščen kljub odstopu)
| Leto | Moštvo                     | Šasija       | Motor       | 1       | 2      | 3       | 4       | 5      | 6      | 7       | 8       | 9     | 10     | 11     | 12      | 13     | 14     | 15      | 16     | 17      | Prv | Toč | Toč |
| ---- | -------------------------- | ------------ | ----------- | ------- | ------ | ------- | ------- | ------ | ------ | ------- | ------- | ----- | ------ | ------ | ------- | ------ | ------ | ------- | ------ | ------- | --- | --- | --- |
| 2002 | Panasonic Toyota Racing    | Toyota TF102 | Toyota V10  | AVS Ret | MAL 7  | BRA Ret | SMR Ret | ŠPA 8  | AVT 9  | MON Ret | KAN Ret | EU 14 | VB Ret | FRA 11 | NEM Ret | MAD 14 | BEL 9  | ITA Ret | ZDA 15 | JAP DNS | 19. | 0   |     |
| 2003 | Mild Seven Renault F1 Team | Renault R23  | Renault V10 | AVS TD  | MAL TD | BRA TD  | SMR TD  | ŠPA TD | AVT TD | MON TD  | KAN TD  | EU TD | FRA    |        |         |        |        |         |        |         | -   | -   |     |
| 2003 | Mild Seven Renault F1 Team | Renault R23B | Renault V10 |         |        |         |         |        |        |         |         |       |        | VB TD  | NEM TD  | MAD TD | ITA TD | ZDA TD  | JAP TD |         | -   | -   |     |